# Minnesota Vikings 2006
La stagione 2006 dei Minnesota Vikings fu la 46ª della franchigia nella National Football League, la 25ª giocata all'Hubert H. Humphrey Metrodome e la 1ª con Brad Childress come capo allenatore.

## Offseason 2006
| Draft NFL 2006   |                  |                  |                                                                                             |                                                                                             |                                                                                             |                                                                                             |                                                                                             |
| Ordine del Draft | Ordine del Draft | Ordine del Draft | Giocatore                                                                                   | Ruolo                                                                                       | College                                                                                     | Contratto                                                                                   | Note                                                                                        |
| Giro             | Scelta           | Generale         | Giocatore                                                                                   | Ruolo                                                                                       | College                                                                                     | Contratto                                                                                   | Note                                                                                        |
| 1                | 17               | 17               | Chad Greenway                                                                               | OLB                                                                                         | Iowa                                                                                        | 5 anni a 10,75 milioni $                                                                    |                                                                                             |
| 2                | 12               | 44               | Cedric Griffin                                                                              | CB                                                                                          | Texas                                                                                       | 4 anni a 3,23 milioni $                                                                     |                                                                                             |
| 2                | 19               | 51               | Ryan Cook                                                                                   | C                                                                                           | New Mexico                                                                                  | 4 anni a 3,11 milioni $                                                                     | dai Dolphins[a]                                                                             |
| 2                | 32               | 64               | Tarvaris Jackson                                                                            | QB                                                                                          | Alabama State                                                                               | 4 anni a 2,66 milioni $                                                                     | dagli Steelers[b]                                                                           |
| 3                | 19               | 83               | Scambiata con gli Steelers[b]                                                               | Scambiata con gli Steelers[b]                                                               | Scambiata con gli Steelers[b]                                                               | Scambiata con gli Steelers[b]                                                               |                                                                                             |
| 3                | 31               | 95               | Scambiata con gli Steelers[b]                                                               | Scambiata con gli Steelers[b]                                                               | Scambiata con gli Steelers[b]                                                               | Scambiata con gli Steelers[b]                                                               | dai Seahawks[c]                                                                             |
| 4                | 18               | 115              | Scambiata con i Philadelphia Eagles[d]                                                      | Scambiata con i Philadelphia Eagles[d]                                                      | Scambiata con i Philadelphia Eagles[d]                                                      | Scambiata con i Philadelphia Eagles[d]                                                      |                                                                                             |
| 4                | 30               | 127              | Ray Edwards                                                                                 | DE                                                                                          | Purdue                                                                                      | 4 anni a 2,08 milioni $                                                                     | dai Colts via Eagles[d]                                                                     |
| 5                | 9                | 146              | Greg Blue                                                                                   | S                                                                                           | Georgia                                                                                     | 4 anni a 1,78 milioni $                                                                     |                                                                                             |
| 6                | 16               | 185              | Scambiata con i Philadelphia Eagles[d]                                                      | Scambiata con i Philadelphia Eagles[d]                                                      | Scambiata con i Philadelphia Eagles[d]                                                      | Scambiata con i Philadelphia Eagles[d]                                                      |                                                                                             |
| 7                | 19               | 227              | Scambiata con i San Diego Chargers[e]                                                       | Scambiata con i San Diego Chargers[e]                                                       | Scambiata con i San Diego Chargers[e]                                                       | Scambiata con i San Diego Chargers[e]                                                       |                                                                                             |
| Legenda          | Legenda          | Legenda          | Ha superato i tagli a roster Hall of Famer Ha partecipato ad almeno un Pro Bowl in carriera | Ha superato i tagli a roster Hall of Famer Ha partecipato ad almeno un Pro Bowl in carriera | Ha superato i tagli a roster Hall of Famer Ha partecipato ad almeno un Pro Bowl in carriera | Ha superato i tagli a roster Hall of Famer Ha partecipato ad almeno un Pro Bowl in carriera | Ha superato i tagli a roster Hall of Famer Ha partecipato ad almeno un Pro Bowl in carriera |

Note:
- [a] I Dolphins scambiarono la loro scelta nel 2º giro (51ª assoluta) del Draft NFL 2006 con i Vikings per il QB Daunte Culpepper.
- [b] Gli Steelers scambiarono la loro scelta nel 2º giro (64ª assoluta) del Draft NFL 2006 con i Vikings per le scelte nel 3º giro (83 e 95ª assoluta) del Draft NFL 2006 di questi ultimi.
- [c] I Seahawks scambiarono la loro scelta nel 3º giro (95ª assoluta) del Draft NFL 2006 con i Vikings come compensazione per il restricted free agent WR Nate Burleson.
- [d] Gli Eagles scambiarono l'OG Artis Hicks e la loro scelta nel 4º giro (127ª assoluta) del Draft NFL 2006 con i Vikings per le scelte nel 4º giro (115ª assoluta) e 6º giro (185ª assoluta) del Draft NFL 2006 di questi ultimi.
- [e] I Vikings scambiarono la loro scelta nel 7º giro (227ª assoluta) del Draft NFL 2006 con i Chargers per l'OG Toniu Fonoti.

## Partite

### Pre-stagione
| Calendario |                                            |                                            |                                            |                                            |                                            |                                            |                                            |                                            |                                            |
| Settimana  | Data                                       | Ora (CDT)                                  | Avversario                                 | Risultato                                  | Stadio                                     | Spettatori                                 | Record                                     | Tabellino                                  |                                            |
| 1          | 14 agosto                                  | 7:00 p.m.                                  | Oakland Raiders                            | P 16-13                                    | Hubert H. Humphrey Metrodome               | 63.278                                     | 0-1                                        | Recap                                      |                                            |
| 2          | 19 agosto                                  | 7:00 p.m.                                  | Pittsburgh Steelers                        | V 17-10                                    | Heinz Field                                | 57.813                                     | 1-1                                        | Recap                                      |                                            |
| 3          | 25 agosto                                  | 7:00 p.m.                                  | Baltimore Ravens                           | V 30-13                                    | Hubert H. Humphrey Metrodome               | 63.000                                     | 2-1                                        | Recap                                      |                                            |
| 4          | 31 agosto                                  | 7:00 p.m.                                  | Dallas Cowboys                             | N 10-10 DTS                                | Texas Stadium                              | 60.299                                     | 2-1-1                                      | Recap                                      |                                            |
| Note       | Gli incontri in trasferta sono in corsivo. | Gli incontri in trasferta sono in corsivo. | Gli incontri in trasferta sono in corsivo. | Gli incontri in trasferta sono in corsivo. | Gli incontri in trasferta sono in corsivo. | Gli incontri in trasferta sono in corsivo. | Gli incontri in trasferta sono in corsivo. | Gli incontri in trasferta sono in corsivo. | Gli incontri in trasferta sono in corsivo. |

### Stagione regolare
| Calendario | | | | | | | | | |
| Settimana  | Data                                                                                               | Ora (CDT)                                                                                          | Avversario                                                                                         | Risultato                                                                                          | Stadio                                                                                             | Spettatori                                                                                         | Record                                                                                             | TV                                                                                                 | Tabellino                                                                                          |
| 1          | 11 settembre                                                                                       | 6:00 p.m.                                                                                          | Washington Redskins                                                                                | V 19-16                                                                                            | FedExField                                                                                         | 90.608                                                                                             | 1-0                                                                                                | ESPN                                                                                               | Recap                                                                                              |
| 2          | 17 settembre                                                                                       | 12:00 p.m.                                                                                         | Carolina Panthers                                                                                  | V 16-13 DTS                                                                                        | Hubert H. Humphrey Metrodome                                                                       | 63.623                                                                                             | 2-0                                                                                                | Fox                                                                                                | Recap                                                                                              |
| 3          | 24 settembre                                                                                       | 12:00 p.m.                                                                                         | Chicago Bears                                                                                      | P 19-16                                                                                            | Hubert H. Humphrey Metrodome                                                                       | 63.754                                                                                             | 2-1                                                                                                | Fox                                                                                                | Recap                                                                                              |
| 4          | 1º ottobre                                                                                         | 12:00 p.m.                                                                                         | Buffalo Bills                                                                                      | P 17-12                                                                                            | Ralph Wilson Stadium                                                                               | 71.972                                                                                             | 2-2                                                                                                | Fox                                                                                                | Recap                                                                                              |
| 5          | 8 ottobre                                                                                          | 12:00 p.m.                                                                                         | Detroit Lions                                                                                      | V 26-17                                                                                            | Hubert H. Humphrey Metrodome                                                                       | 63.906                                                                                             | 3-2                                                                                                | Fox                                                                                                | Recap                                                                                              |
| 6          | Riposo                                                                                             | Riposo                                                                                             | Riposo                                                                                             | Riposo                                                                                             | Riposo                                                                                             | Riposo                                                                                             | Riposo                                                                                             | Riposo                                                                                             | Riposo                                                                                             |
| 7          | 22 ottobre                                                                                         | 3:15 p.m.                                                                                          | Seattle Seahawks                                                                                   | V 14-24                                                                                            | Qwest Field                                                                                        | 68.118                                                                                             | 4-2                                                                                                | Fox                                                                                                | Recap                                                                                              |
| 8          | 30 ottobre                                                                                         | 7:30 p.m.                                                                                          | New England Patriots                                                                               | P 31-7                                                                                             | Hubert H. Humphrey Metrodome                                                                       | 63.819                                                                                             | 4-3                                                                                                | ESPN                                                                                               | Recap                                                                                              |
| 9          | 5 novembre                                                                                         | 3:05 p.m.                                                                                          | San Francisco 49ers                                                                                | P 9-3                                                                                              | Monster Park                                                                                       | 68.088                                                                                             | 4-4                                                                                                | Fox                                                                                                | Recap                                                                                              |
| 10         | 12 novembre                                                                                        | 12:00 p.m.                                                                                         | Green Bay Packers                                                                                  | P 23-17                                                                                            | Hubert H. Humphrey Metrodome                                                                       | 63.924                                                                                             | 4-5                                                                                                | Fox                                                                                                | Recap                                                                                              |
| 11         | 19 novembre                                                                                        | 12:00 p.m.                                                                                         | Miami Dolphins                                                                                     | P 24-20                                                                                            | Dolphin Stadium                                                                                    | 73.070                                                                                             | 4-6                                                                                                | Fox                                                                                                | Recap                                                                                              |
| 12         | 26 novembre                                                                                        | 12:00 p.m.                                                                                         | Arizona Cardinals                                                                                  | V 31-26                                                                                            | Hubert H. Humphrey Metrodome                                                                       | 63.483                                                                                             | 5-6                                                                                                | Fox                                                                                                | Recap                                                                                              |
| 13         | 3 dicembre                                                                                         | 12:00 p.m.                                                                                         | Chicago Bears                                                                                      | P 23-13                                                                                            | Soldier Field                                                                                      | 62.221                                                                                             | 5-7                                                                                                | Fox                                                                                                | Recap                                                                                              |
| 14         | 10 dicembre                                                                                        | 12:00 p.m.                                                                                         | Detroit Lions                                                                                      | V 30-20                                                                                            | Ford Field                                                                                         | 60.861                                                                                             | 6-7                                                                                                | Fox                                                                                                | Recap                                                                                              |
| 15         | 17 dicembre                                                                                        | 12:00 p.m.                                                                                         | New York Jets                                                                                      | P 26-13                                                                                            | Hubert H. Humphrey Metrodome                                                                       | 63.677                                                                                             | 6-8                                                                                                | CBS                                                                                                | Recap                                                                                              |
| 16         | 21 dicembre                                                                                        | 7:00 p.m.                                                                                          | Green Bay Packers                                                                                  | P 7-9                                                                                              | Lambeau Field                                                                                      | 70.864                                                                                             | 6-9                                                                                                | NFL Network                                                                                        | Recap                                                                                              |
| 17         | 30 dicembre                                                                                        | 12:00 p.m.                                                                                         | St. Louis Rams                                                                                     | P 41-21                                                                                            | Hubert H. Humphrey Metrodome                                                                       | 63.557                                                                                             | 6-10                                                                                               | Fox                                                                                                | Recap                                                                                              |
| Note       | Gli avversari della propria division sono in grassetto. Gli incontri in trasferta sono in corsivo. | Gli avversari della propria division sono in grassetto. Gli incontri in trasferta sono in corsivo. | Gli avversari della propria division sono in grassetto. Gli incontri in trasferta sono in corsivo. | Gli avversari della propria division sono in grassetto. Gli incontri in trasferta sono in corsivo. | Gli avversari della propria division sono in grassetto. Gli incontri in trasferta sono in corsivo. | Gli avversari della propria division sono in grassetto. Gli incontri in trasferta sono in corsivo. | Gli avversari della propria division sono in grassetto. Gli incontri in trasferta sono in corsivo. | Gli avversari della propria division sono in grassetto. Gli incontri in trasferta sono in corsivo. | Gli avversari della propria division sono in grassetto. Gli incontri in trasferta sono in corsivo. |

## Classifiche

### Division
| Classifica della NFC North Division 2006 | Classifica della NFC North Division 2006 | Classifica della NFC North Division 2006 | Classifica della NFC North Division 2006 | Classifica della NFC North Division 2006 | Classifica della NFC North Division 2006 | Classifica della NFC North Division 2006 | Classifica della NFC North Division 2006 | Classifica della NFC North Division 2006 | Classifica della NFC North Division 2006 | Classifica della NFC North Division 2006 | Classifica della NFC North Division 2006 | Classifica della NFC North Division 2006 | Classifica della NFC North Division 2006 | Classifica della NFC North Division 2006 | Classifica della NFC North Division 2006 | Classifica della NFC North Division 2006 |
|                                          | V                                        | P                                        | N                                        | PCT                                      | DIV                                      | DIV PCT                                  | CONF                                     | CONF PCT                                 | NON CONF                                 | C                                        | T                                        | PR                                       | PS                                       | TD                                       | STR                                      | PO                                       |
| ---------------------------------------- | ---------------------------------------- | ---------------------------------------- | ---------------------------------------- | ---------------------------------------- | ---------------------------------------- | ---------------------------------------- | ---------------------------------------- | ---------------------------------------- | ---------------------------------------- | ---------------------------------------- | ---------------------------------------- | ---------------------------------------- | ---------------------------------------- | ---------------------------------------- | ---------------------------------------- | ---------------------------------------- |
| Chicago Bears                            | 13                                       | 3                                        | 0                                        | .813                                     | 5-1                                      | .833                                     | 11-1                                     | .917                                     | 2-2                                      | 6-2                                      | 7-1                                      | 427                                      | 255                                      | 47                                       | P-1                                      | DFC                                      |
| Green Bay Packers                        | 8                                        | 8                                        | 0                                        | .500                                     | 5-1                                      | .833                                     | 7-5                                      | .583                                     | 1-3                                      | 3-5                                      | 5-3                                      | 301                                      | 366                                      | 32                                       | V-4                                      |                                          |
| Minnesota Vikings                        | 6                                        | 10                                       | 0                                        | .375                                     | 2-4                                      | .333                                     | 6-6                                      | .500                                     | 0-4                                      | 3-5                                      | 3-5                                      | 282                                      | 372                                      | 32                                       | P-3                                      |                                          |
| Detroit Lions                            | 3                                        | 13                                       | 0                                        | .188                                     | 0-6                                      | .000                                     | 2-10                                     | .167                                     | 1-3                                      | 2-6                                      | 1-7                                      | 305                                      | 398                                      | 31                                       | V-1                                      |                                          |

## Statistiche
| Andamento in stagione regolare                                                                    |    |    |    |    |    |    |    |    |    |    |    |    |    |    |    |    |    |
| Settimana                                                                                         | 1  | 2  | 3  | 4  | 5  | 6  | 7  | 8  | 9  | 10 | 11 | 12 | 13 | 14 | 15 | 16 | 17 |
| Luogo                                                                                             | T  | C  | C  | T  | C  | R  | T  | C  | T  | C  | T  | C  | T  | T  | C  | T  | C  |
| Risultato                                                                                         | V  | V  | P  | P  | V  | R  | V  | P  | P  | P  | P  | V  | P  | V  | P  | P  | P  |
| Posizione                                                                                         | 2ª | 2ª | 2ª | 2ª | 2ª | 2ª | 2ª | 2ª | 2ª | 3ª | 3ª | 2ª | 2ª | 2ª | 3ª | 3ª | 3ª |
| Luogo: C = Casa; T = Trasferta. Risultato: V = Vittoria; N = Pareggio; S = Sconfitta. R = Riposo. |    |    |    |    |    |    |    |    |    |    |    |    |    |    |    |    |    |

| Classifiche di lega  |             |                |                |
| Categoria            | Yard totali | Yard a partita | Rank NFL       |
| Attacco sui passaggi | 3.123       | 195,2          | 18ª            |
| Attacco su corsa     | 1.820       | 113,8          | 16ª            |
| Totale attacco       | 4.943       | 308,9          | 23ª            |
| Difesa sui passaggi  | 3.818       | 238,6          | 31ª (ex aequo) |
| Difesa su corsa      | 985         | 61,6           | 1ª             |
| Totale difesa        | 4.803       | 300,2          | 8ª             |

| Leader della squadra       |                                              |        |
| Categoria                  | Giocatore                                    | Valore |
| Yard passate               | Brad Johnson                                 | 2.750  |
| Touchdown passati          | Brad Johnson                                 | 9      |
| Yard corse                 | Chester Taylor                               | 1.216  |
| Touchdown su corsa         | Chester Taylor                               | 6      |
| Ricezioni                  | Travis Taylor                                | 57     |
| Yard ricevute              | Travis Taylor                                | 651    |
| Touchdown ricevuti         | Marcus Robinson                              | 4      |
| Punti totali               | Ryan Longwell                                | 90     |
| Yard su ritorno di kickoff | Bethel Johnson                               | 1.054  |
| Yard su ritorno di punt    | Mewelde Moore                                | 364    |
| Tackle totali              | E. J. Henderson                              | 110    |
| Sack                       | Darrion Scott                                | 5½     |
| Intercetti                 | Darren Sharper Dwight Smith Antoine Winfield | 4      |
| Fumble forzati             | Ben Leber                                    | 3      |

## Staff
| Staff dei Minnesota Vikings 2006 |
| --- |
| Organi dirigenziali Proprietà - Proprietario/Azionista di maggioranza: Zygi Wilf - Proprietario/Presidente: Mark Wilf - Proprietario/Vice-Azionista di maggioranza: Leonard Wilf - Partner di Azionariato: Jeffrey Wilf, Reggie Fowler, Alan Landis, David Mandelbaum Staff esecutivo - Vice Presidente del Personale Giocatori: Rick Spielman - Direttore del Personale Giocatori: George Paton - Vice Presidente degli Affari Pubblici & Sviluppo dello Stadio: Lester Bagley - Vice Presidente delle Operazioni legate al Football: Rob Brzezinski - Vice Presidente delle Vendite & Marketing e Direttore del Marketing: Steve LaCroix - Vice Presidente delle Finanze e Direttore Finanziario: Steve Poppen - Vice Presidente degli Affari Legali e Direttore Amministrativo: Kevin Warren Consulenti - Consulente: Bud Grant - Consulente Storico del Team: Fred Zamberletti - Consulente Stadio e Sviluppo Immobiliare: Don Becker Scouting staff - Direttore dello Scouting Collegiale: Scott Studwell - Direttore dello Scouting Professionistico: Ryan Monnens - Assistente del Direttore dello Scouting Collegiale: Jamaal Stephenson Capo allenatore - Brad Childress Altri allenatori - Coordinatore dello sviluppo della forza e della condizione: Tom Kanavy - Assistente dello sviluppo della forza e della condizione: Juney Barnett e Martin Streight - Assistente di allenamento: Todd Nielson - Assistente del capo-allenatore: Kevin Stefanski Allenatori dell'attacco - Coordinatore dell'attacco: Darrell Bevell - Quarterback: Kevin Rogers - Running Back: Eric Bieniemy - Wide Receiver: Darrell Wyatt - Tight End: Jimmie Johnson - Offensive Line: Pat Morris - Assistente Offensive Line: Jim Hueber - Assistente offensivo: Clay Matchett - Controllo Qualità: Chad O'Shea Allenatori della difesa - Coordinatore della difesa: Mike Tomlin - Defensive Line: Karl Dunbar - Linebacker: Fred Pagac - Defensive Back: Joe Woods - Assistente difensivo: Jeff Imamura - Controllo Qualità: Brendan Daly Allenatori dello special team - Coordinatore dello Special Team: Paul Ferraro - Assistente dello Special Team: Brian Murphy |

## Roster finale
| Roster dei Minnesota Vikings 2006 |
| --- |
| Quarterback - 9 Brooks Bollinger - 14 Brad Johnson - 7 Tarvaris Jackson Running Back - 35 Ciatrick Fason - 30 Mewelde Moore - 22 Artose Pinner - 49 Tony Richardson FB - 38 Naufahu Tahi FB - 29 Chester Taylor Wide Receiver - 11 Jason Carter - 81 Bethel Johnson - 12 Billy McMullen - 15 Martin Nance - 89 Travis Taylor - 82 Troy Williamson Tight End - 83 Jeff Dugan FB - 40 Jim Kleinsasser - 45 Richard Owens - 85 Jermaine Wiggins Offensive Linemen - 78 Matt Birk C - 62 Ryan Cook OT - 64 Anthony Herrera OG - 79 Artis Hicks OT/OG - 76 Steve Hutchinson OG - 72 Marcus Johnson OT - 74 Bryant McKinnie OT - 75 Mike Rosenthal OT - 65 Jason Whittle OG Defensive Linemen - 91 Ray Edwards DE - 96 Ross Kolodziej DT - 97 Spencer Johnson DT - 92 Jayme Mitchell DE - 98 Darrion Scott DE - 90 Khreem Smith DE - 93 Kevin Williams DT - 94 Pat Williams DT - 95 Kenechi Udeze DE Linebacker - 50 Rod Davis MLB - 59 Heath Farwell OLB - 58 Napoleon Harris MLB - 56 E.J. Henderson OLB - 51 Ben Leber OLB - 54 Dontarrious Thomas OLB Defensive Back - 20 Greg Blue CB - 41 Charles Gordon CB - 23 Cedric Griffin CB - 31 Will Hunter SS - 42 Darren Sharper FS - 20 Dwight Smith FS - 27 Ronyell Whitaker CB - 26 Antoine Winfield CB Special Team - 5 Chris Kluwe P - 46 Cullen Loeffler LS - 8 Ryan Longwell K Lista delle riserve - 36 Dovonte Edwards CB (IR) - 55 Jason Glenn OLB (IR) - 99 Erasmus James DE (IR) - 21 Fred Smoot CB (IR) - 25 Tank Williams SS (IR) Squadra di allenamento - 2 Drew Henson QB - 17 Maurice Mann WR 54 attivi, 5 inattivi, 2 nella squadra di allenamento |
| Legenda - I rookie sono in corsivo. - Il primo ruolo è il principale mentre gli eventuali successivi indicano i ruoli secondari. - (IR) sta per Injured Reserve ed indica la lista ristretta per un solo giocatore infortunato che può tornare ad allenarsi dopo la settimana 6 e a rientrare in prima squadra dopo che questa ha giocato 8 partite. - (NF-Inj.) / (NF-Ill.) stanno rispettivamente per Non-Football Injured e Non-Football Illness ed indicano le liste dove viene inserito un giocatore che ha un infortunio o una malattia non dipendente dal football americano. - (PUP) sta per Physically Unable to Perform ed indica la lista dove viene inserito un giocatore mentre è in attesa di recuperare la condizione fisica. Nella stagione regolare dopo la sesta partita giocata dalla propria squadra, il giocatore ha tempo tre settimane per riprendere ad allenarsi, più tre settimane aggiuntive dal suo rientro agli allenamenti per rientrare in prima squadra. |